# ぼうえんきょう座V339星
ぼうえんきょう座V339星（ぼうえんきょうざV339せい、V339 Telescopii、V339 Tel）は、ぼうえんきょう座の脈動変光星。

## 特徴
ぼうえんきょう座V339星は、ヒッパルコス衛星の観測データから、変光星であることが発見された。その後、変光星総合カタログの第74次特別変光星名一覧で変光星として登録されたが、当初はSRB型の半規則型変光星に分類され、その後SRS型に分類しなおされた。
SRSという変光星分類は、2001年に発行された変光星総合カタログの第76次変光星名一覧で、半規則型変光星の新たな細分類として加わった型で、変光周期が数日から1ヶ月程度と短い赤色巨星が分類される。変光周期は一通りではなく、変光幅は概ね0.3等未満とされる。ぼうえんきょう座V339星自体は、スペクトル型がM4 IIIに分類される赤色巨星である。変光星総合カタログによれば、ぼうえんきょう座V339星は、24.2日の周期で6.80等と7.02等の間を変光する。

## 名称
「ぼうえんきょう座V339星」という名称は、変光星の命名規則に従って付与されたもので、ぼうえんきょう座で339番目の変光星であることを意味する。